# Francisco Barret Druet

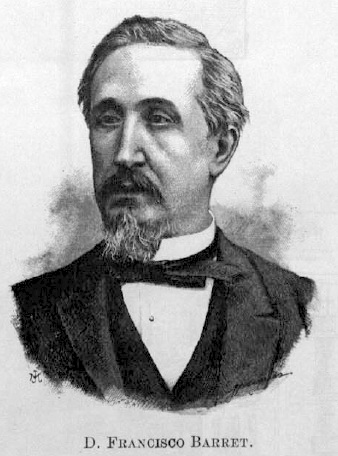
Francisco Barrett Druet

Francisco Barrett Druet (Barcelona en 1817 - Blanes, 1881) fue un jurisconsulto ilustrado, católico y liberal. 
Descendiente de una noble familia irlandesa por línea paterna, y francesa por línea materna, hijo del notario Pierre Barrett de Josserand y de Luise Drouet d'Erlon, hija del Conde de Erlon, estudió Leyes en la Universidad de Cervera. Ingresó en el Colegio de Abogados de Barcelona en 1838, con el nº 18 de colegiado. Ejerció toda la vida de abogado, con inteligencia y don de palabra, logrando gran éxito profesional. Participó en la fundación y fue el primer secretario de la "Caja de ahorros y Monte de piedad de Barcelona" (1844) Fue Juez de Paz de Barcelona (1858), Abogado consultor del Ayuntamiento de Barcelona (1859) y Regidor y Síndico del Ayuntamiento de Barcelona (1863).

## Carrera profesional y política
La coyuntura política española lo trajo a presentarse a las elecciones a Diputado a las Cortes (1863-1864). Debido a la real orden del 20 de agosto de 1863 que modificaba la ley electoral, los progresistas se abstuvieron. A pesar de que Francisco Barret era afín a la Unión Liberal, consiguió el voto unánime de los conservadores de Barcelona, con la misión de traer al Parlamento la voz del movimiento monárquico liberal entonces muy vivo en Cataluña. En un célebre discurso pronunciado en el Parlamento el 19 de diciembre de 1863 exigió en el gobierno una reforma electoral, la celebración de nuevas elecciones inmediatas, y un acuerdo entre conservadores y progresistas para redactar una nueva constitución que no obedeciera a doctrinas de partido sino que pudiera ser aceptada por todos los españoles. Este discurso tuvo gran eco en Cataluña pero los ministros no tomaron ninguna de estas medidas; y tal como vaticinó Barrett en su discurso, el año siguiente cayó el gobierno, y el 1868 la misma monarquía debido a la revolución La Gloriosa (exilio de Isabel II de España)
El talante liberal y a la vez moderado de Francisco Barrett lo llevó a la presidencia del Ateneo Catalán (1868) en aquel año de cambios revolucionarios. En su discurso de inauguración del curso defendió los Juegos Florales y el uso del catalán, y el libre derecho de discusión. 
Fue elegido diputado de la Diputación de Barcelona el 1875 y el 1877. Fue Decano del Colegio de Abogados de Barcelona (1878-1881) hasta su muerte. Según recordó Joan Maluquer y Viladot, "su figura era respetabilísima (...) Fue un jurisconsulto el consejo del cual era aceptado por todo el mundo como si fuera una sentencia".

## Vida personal
Francisco Barrett contrajo matrimonio con Constanza de Carafí y de Foyè, de origen francés, del que nacieron dos hijas:  Mercedes Barrett Carafí, que se casó con Melquíades Calzado y de Merino, y Consuelo Barrett Carafí, quien se casó con Arístides de Moragas y Barrett.